# 西德尼·奥尔特曼
西德尼·奥尔特曼（英語：Sidney Altman，或译奥特曼，1939年5月7日—2022年4月5日），加拿大分子生物学家，耶鲁大学分子、细胞和发育生物学及化学斯特林教授。1989年，他和托马斯·切赫因为对RNA的催化作用的研究共同获得诺贝尔化学奖。

## 生平
1939年生于加拿大魁北克。他的父母在1920年代从东欧移民到加拿大。1960年在麻省理工学院获得学士学位。1967年在科羅拉多大學波德分校获得生物物理学博士学位。1971年进入耶鲁大学工作。1988年当选美国文理科学院院士。1990年当选美国国家科学院院士以及美國哲學會会士。
2022年4月5日逝世。